# Антоний Погорельский
Алексе́й Алексе́евич Перо́вский, более известный под псевдонимом Анто́ний Погоре́льский (1787[…], Москва — 21 июля 1836[…], Варшава) — русский писатель, член Российской академии (1829). Брат государственных деятелей графов Льва и Василия Перовских, дядя Алексея Толстого и братьев Алексея и Владимира Жемчужниковых.

## Биография
Родился в Москве. Был внебрачным сыном графа А. К. Разумовского, министра народного просвещения. Мать будущего писателя — Мария Соболевская — происходила из мещан и была дочерью учителя по верховой езде. Она прожила с Разумовским более тридцати лет, у них родилось десять детей. Все они считались незаконнорожденными и носили фамилию Перовские — от названия имения Перово. Однако Разумовский добился личного разрешения Александра I на дворянство для всех своих детей. Детство Погорельского прошло в Почепе — имении его отца в Черниговской губернии. Он получил хорошее домашнее образование: отец нанял всем детям учителей по иностранным языкам, истории, естественным наукам. Особенно Алексей интересовался ботаникой. С детства он собирал гербарии, коллекционировал редкие растения. В то же время Погорельский писал небольшие рассказы. На один из юбилеев он подарил отцу тетрадку со своими сочинениями. Затем учился в Московском университете (1805—1807), получив по окончании его степень доктора философских и словесных наук (декабрь 1807). Перевёл на немецкий язык «Бедную Лизу» Николая Карамзина (1807), благодаря Разумовским смог лично познакомиться с Карамзиным и его московским окружением (Петром Вяземским и Василием Жуковским) и получил в этом кругу репутацию шутника и мистификатора.
В 1808 году отдельной книгой были изданы три публичные лекции Алексея Перовского по ботанике: «Как различать животных от растений», «О цели и пользе Линеевой системы растений» и «О растениях, которые бы полезно было размножать в России».
В 1808—1810 годах служил в 6-м департаменте Сената, а в 1812 году, вопреки воле отца, ушёл добровольцем в действующую армию — в чине штаб-ротмистра он был зачислен в 3-й Украинский казачий полк. Участвовал во многих сражениях войны (в том числе партизанских отрядах) и заграничного похода, в том числе в Битве народов под Лейпцигом (был адъютантом при генерале Генрихе Жомини) и в сражении под Кульмом. После взятия Лейпцига он был назначен старшим адъютантом князя Николая Репнина. В мае 1814 года Перовский был переведён в лейб-гвардии Уланский полк, стоявший в Дрездене, и до 1816 года служил в оккупированной союзниками Саксонии. В Германии Перовский увлёкся немецким романтизмом и, в частности, Гофманом, что оказало влияние на его творчество.
После выхода в отставку поселился в Петербурге, вошёл в среду арзамасцев, был избран в члены Вольного общества любителей российской словесности. Заботился о воспитании и образовании своего племянника Алексея Толстого, родившегося в 1817 (вскоре после рождения Алексея его мать, сестра Перовского, оставила мужа). Ходили слухи, что Алексей Константинович — плод кровосмесительного союза Перовского с собственной сестрой. Среди знакомых Перовского этого времени был и Пушкин: выход «Руслана и Людмилы» он приветствовал, выступив с остроумным разбором критических нападок на поэму (в журнале «Сын Отечества»). Перовский явился одним из самых активных защитников молодого автора.
После смерти отца в июле 1822 года поселился в имении Погорельцы (Сосницкий уезд Черниговской губернии), где жил с сестрой и племянником А. К. Толстым. Написал там повести «Двойник, или Мои вечера в Малороссии», опубликованные под псевдонимом Антоний Погорельский (от названия имения) в 1828 году, уже когда автор вернулся на службу (в 1825—1830 годах он был попечителем Харьковского учебного округа). В период службы получил один из высших чинов из Табели о рангах — действительный статский советник, который давал право на потомственное дворянство. В 1827 году с племянником и сестрой побывал в Германии, где посетил Гёте.
«Двойник» — сборник четырёх новелл, объединённых рамочным сюжетом, связан, прежде всего, с немецкой фантастической традицией («Серапионовы братья» Гофмана) и предвосхищал «Вечера на хуторе близ Диканьки» Гоголя и «Русские ночи» В. Ф. Одоевского. Есть в цикле много и от готического романа. В сборник вошли фантастические новеллы «Изидор и Анюта», «Пагубные последствия необузданного воображения» и «Путешествие в дилижансе», а также «Лафертовская маковница». Фантастическая повесть «Лафертовская маковница» (опубликована отдельно в 1825) вызвала восторженную оценку Пушкина, который позже процитировал её в своём «Гробовщике». «Лафертовская маковница» стала первым российским произведением в стиле фантастического романтизма, таким образом Антоний Погорельский является основоположником жанра фантастики в русской литературе.
В 1829 году Погорельский опубликовал прославившую его сказку «Чёрная курица, или Подземные жители», написанную для племянника Алёши — ее считают первым авторским произведением для детей на русском языке. До того все сказки были народными.
В 1830—1833 опубликовал роман «Монастырка» о жизни выпускницы Смольного института на родине в Малороссии. Этот «нравоописательный роман», сочетавший элементы сентиментальные и романтические, противопоставлялся авторами пушкинского круга «Ивану Выжигину» Булгарина и в целом хорошо был принят публикой и критикой.
Окончательно выйдя в отставку в 1830 году, Перовский всецело посвятил себя воспитанию племянника, ездил с ним по Италии и общался там с К. П. Брюлловым и С. А. Соболевским, затем много ездил по России, вновь встречался с Пушкиным. Скончался от туберкулёза по дороге в Ниццу, куда направлялся на лечение. Похоронен на Вольском православном кладбище в Варшаве. Не имея собственных детей, оставил имение Красный Рог в наследство сестре и племяннику — А. К. Толстому.